# Zinowij Sierdiuk
Zinowij Timofiejewicz Sierdiuk (ros. Зиновий Тимофеевич Сердюк; ur. 2 listopada?/15 listopada 1903 w Arbuzynce w obwodzie chersońskim (obecnie obwód mikołajowski), zm. 8 sierpnia 1982 w Moskwie) – radziecki polityk i generał major, I sekretarz KC Komunistycznej Partii Mołdawii w latach 1954–1961, Bohater Pracy Socjalistycznej (1963).

## Życiorys
Syn biednego ukraińskiego chłopa, od 1917 pracował na Kolei Południowo-Zachodniej, od 1923 działacz Komsomołu i związków zawodowych w obwodzie odeskim, w latach 1928–1931 uczył się w Wyższej Szkole Zawodowej, 1931–1934 pracował w związkach zawodowych w Moskwie. W latach 1934–1935 zastępca dowódcy lodołamacza „Rusanow” ds. politycznych, 1935–1936 zastępca naczelnika Wydziału Politycznego Głównego Zarządu Północnomorskiego Szlaku przy SNK ZSRR. Podczas II wojny światowej członek Rad Wojskowych w kilku armiach, od marca 1947 do lutego 1949 I sekretarz Obwodowego Komitetu Komunistycznej Partii (bolszewików) Ukrainy w Kijowie; w tym czasie został bliskim współpracownikiem Chruszczowa. W latach 1949–1952 sekretarz KC KP(b)U, od kwietnia 1952 do lutego 1954 I sekretarz Obwodowego Komitetu Komunistycznej Partii Ukrainy we Lwowie. Od 6 lutego 1954 do 29 maja 1961 I sekretarz KC Komunistycznej Partii Mołdawii, czyli faktyczny przywódca Mołdawskiej SRR. W latach 1961–1965 I zastępca przewodniczącego Centralnej Komisji Kontroli Partyjnej przy KC KPZR, od 1939 do 1956 kandydat na członka, a w latach 1956–1966 członek KC KPZR. Deputowany do Rady Najwyższej ZSRR od 1 do 6 kadencji i do Rady najwyższej Mołdawskiej SRR 4 i 5 kadencji.

## Odznaczenia
- Medal Sierp i Młot (1963)
- Order Lenina (trzykrotnie)
- Order Czerwonego Sztandaru (dwukrotnie)
- Order Wojny Ojczyźnianej I klasy (dwukrotnie)